# François-Tommy Perrens
François-Tommy Perrens (Bordeaux, 1822. szeptember 20. – Párizs, 1901. február 2.) francia történész, tanár.

## Élete
1843 és 1845 között elvégezte az École normale-t, 1846-ban Bourges-ban lett tanár, majd Lyonban és Montpellier-ben. 1853-ban irodalmi doktorátust szerzett és tanár lett a Lycée Bonaparte nevű iskolában Párizsban, 1862-től pedig az Académie des sciences morales et politiques tanáraként működött.

## Nevezetesebb művei
- Jérôme Savonarole (1853, 3. kiad. 1859, 2 kötet)
- Deux ans de révolution en Italie 1848-49 (1857)
- Étiennen Marcel et le gouvernement de la bourgeoisie au XIV. siècle (1860; újabb átdolgozásban Histoire de Paris, 1875)
- Histoire de la littérature italienne (1867)
- Les mariages espagnols sous le règne de Henri IV et la régence de Marie de Médicis (1869, melyet az akadémia kitüntetett)
- Éloge historique de Sully (mely 1870-ben az akadémia jutalmát nyerte)
- l'Église et l'État sous le règne de Henri IV et la régence de Marie de Médicis (1872, 2 kötet)
- La démocratie en France au moyen-âge (1873, 2. kiad. 1875, 2 kötet)
- Histoire de Florence jusqu'à la domination des Médicis (1877-84, 6 kötet)
- Histoire de Florence depuis la domination des Médicis jusqu'à la chute de la République (1888 és köv.)
- La civilisation florentine du XIIIe et XIVe siècle (1893)